# Chapar Pūr-e Zamānī
Chapar Pūr-e Zamānī (persiska: Chapar Pord-e Zamān, چپر پور زمانی) är en ort i Iran.   Den ligger i provinsen Gilan, i den norra delen av landet, 240 km nordväst om huvudstaden Teheran. Antalet invånare är 859.
Terrängen runt Chapar Pūr-e Zamānī är mycket platt, och sluttar norrut. Runt Chapar Pūr-e Zamānī är det tätbefolkat, med 659 invånare per kvadratkilometer. Närmaste större samhälle är Khoshk-e Bījār, 8,0 km söder om Chapar Pūr-e Zamānī. Trakten runt Chapar Pūr-e Zamānī består till största delen av jordbruksmark.